# Alpaida delicata
Alpaida delicata là một loài nhện trong họ Araneidae.
Loài này thuộc chi Alpaida. Alpaida delicata được Eugen von Keyserling miêu tả năm 1892.